# In Your House 2
In Your House 2, origineel bekend als In Your House 2: The Lumberjacks, was een professioneel worstel-pay-per-view (PPV) evenement dat georganiseerd werd door de World Wrestling Federation (WWF, nu WWE). Het was de 2e editie van In Your House en vond plaats op 23 juli 1995 in het Nashville Municipal Auditorium in Nashville, Tennessee.

## Matches
| Nr. | Match | Winnaar(s)           | Opmerkingen                                                   | Bron  |
| --- | --- | -------------------- | ------------------------------------------------------------- | ----- |
| 1D  | Skip (met Sunny) vs, Aldo Montoya                                                                               | Skip                 | Eén-op-één Dark match.                                        | [ 2 ] |
| 2   | The Roadie vs. The 1–2–3 Kid                                                                                    | The Roadie           | Eén-op-één match.                                             | [ 2 ] |
| 3   | Men on a Mission (King Mabel & Sir Mo) vs. Razor Ramon & Savio Vega                                             | Men on a Mission     | Tag Team match,                                               | [ 2 ] |
| 4   | Bam Bam Bigelow vs. Henry O. Godwinn                                                                            | Bam Bam Bigelow      | Eén-op-één match.                                             | [ 2 ] |
| 5   | Shawn Michaels vs. Jeff Jarrett (c) (met The Roadie)                                                            | Shawn Michaels (nc)  | Eén-op-één match voor het WWF Intercontinental Championship.  | [ 2 ] |
| 6   | Owen Hart & Yokozuna (c) (met Jim Cornette en Mr. Fuji) vs. The Allied Powers (The British Bulldog & Lex Luger) | Owen Hart & Yokozuna | Tag Team match voor het WWF Tag Team Championship.            | [ 2 ] |
| 7   | Diesel (c) vs. Sycho Sid (met Ted DiBiase)                                                                      | Diesel               | Lumberjack match voor het WWF World Heavyweight Championship. | [ 2 ] |
| 8D  | Bret Hart vs. Jean-Pierre Lafitte                                                                               | Bret Hart            | Eén-op-één Dark match.                                        | [ 2 ] |
| 9D  | The Undertaker (met Paul Bearer) vs. Kama (met Ted DiBiase)                                                     | The Undertaker       | Casket match.                                                 | [ 2 ] |